# آيت مخلد (زراردة)
آيت مخلد هي إحدى مشيخات المملكة المغربية، تتبع جغرافيا لإقليم تازة وإداريًا لزراردة. يقدر عدد سكانها بـ 2718 نسمة حسب الإحصاء الرسمي للسكان والسكنى لسنة 2004.